# 13319 Michaelmi
13319 Michaelmi eller 1998 RD79 är en asteroid i huvudbältet som upptäcktes den 14 september 1998 av LINEAR i Socorro County, New Mexico. Den är uppkallad efter Michael Mi.
Asteroiden har en diameter på ungefär 3 kilometer.